# Onkoplastik
Als Onkoplastik (von „Onko-“, von griechisch όγκος „Anschwellung“, und „Plastik“, von griechisch πλαστική [τέχνη], plastikí [téchni], „die Formende/Geformte [Kunst]“) bezeichnet man eine Kombination aus Krebschirurgie und Plastischer Chirurgie bei Patientinnen mit Brustkrebs (Mammakarzinom).
Die Technik beschreibt die Resektion eines Brusttumors kombiniert mit einer ästhetischen Operation, welche sowohl in einer Sitzung (Sofortrekonstruktion) als auch später (Spätrekonstruktion) durchgeführt werden kann. Die Entfernung des Tumors kann sowohl brusterhaltend als auch im Sinne einer kompletten Entfernung der Brustdrüse (Mastektomie) durchgeführt werden. Die ästhetischen Operationen reichen von kleinen Verschiebelappenplastiken über größere Reduktionsplastiken bis hin zum freien Gewebetransfer.

## Lokale Lappenplastiken und Tumorentfernung in einer Sitzung in der gleichen Brust
Während der Wiederaufbau nach Ablatio schon seit langem praktiziert wird, hat sich die Technik der Lappenplastik in der gleichen Sitzung wie die Tumorentfernung erst in den frühen 1990er Jahren nach Anfängen in Deutschland (Werner Audretsch), Frankreich (Krishna Clough) und Mailand (Jean Yves Petit) weltweit etabliert.
Dem zu Grunde liegen Brustreduktionsoperationen, welche es ermöglichen, einen großen Teil der Brust zu entfernen, ohne dabei die Grundform der Brust zu verändern.
Da es mehr als 60 verschiedene Arten der Brustreduktion gibt, werden auch bei dieser Form der onkoplastischen Operation verschiedene Techniken angewendet. Entscheidend ist, dass der Chirurg die geeignete Ausbildung für zumindest zwei Techniken besitzt und auch die Kenntnis und Voraussetzung haben sollte, den onkologischen Teil der Operation durchzuführen. Ist das nicht der Fall, sollte diese Operation von 2 Chirurgen durchgeführt werden, wobei aber hier die OP-Organisation ein Problem darstellen kann.

## Daten und Fakten
Derzeit gibt es kleinere retrospektive Analysen, die die onkologische Sicherheit dieser Operation nachweisen können, die Verbesserung der Symmetrie konnte bis jetzt nur in einer Studie sicher nachgewiesen werden.